# Frétoy-le-Château
Ne doit pas être confondu avec Frétoy.
Frétoy-le-Château est une commune française située dans le département de l'Oise en région Hauts-de-France.

## Géographie

### Description

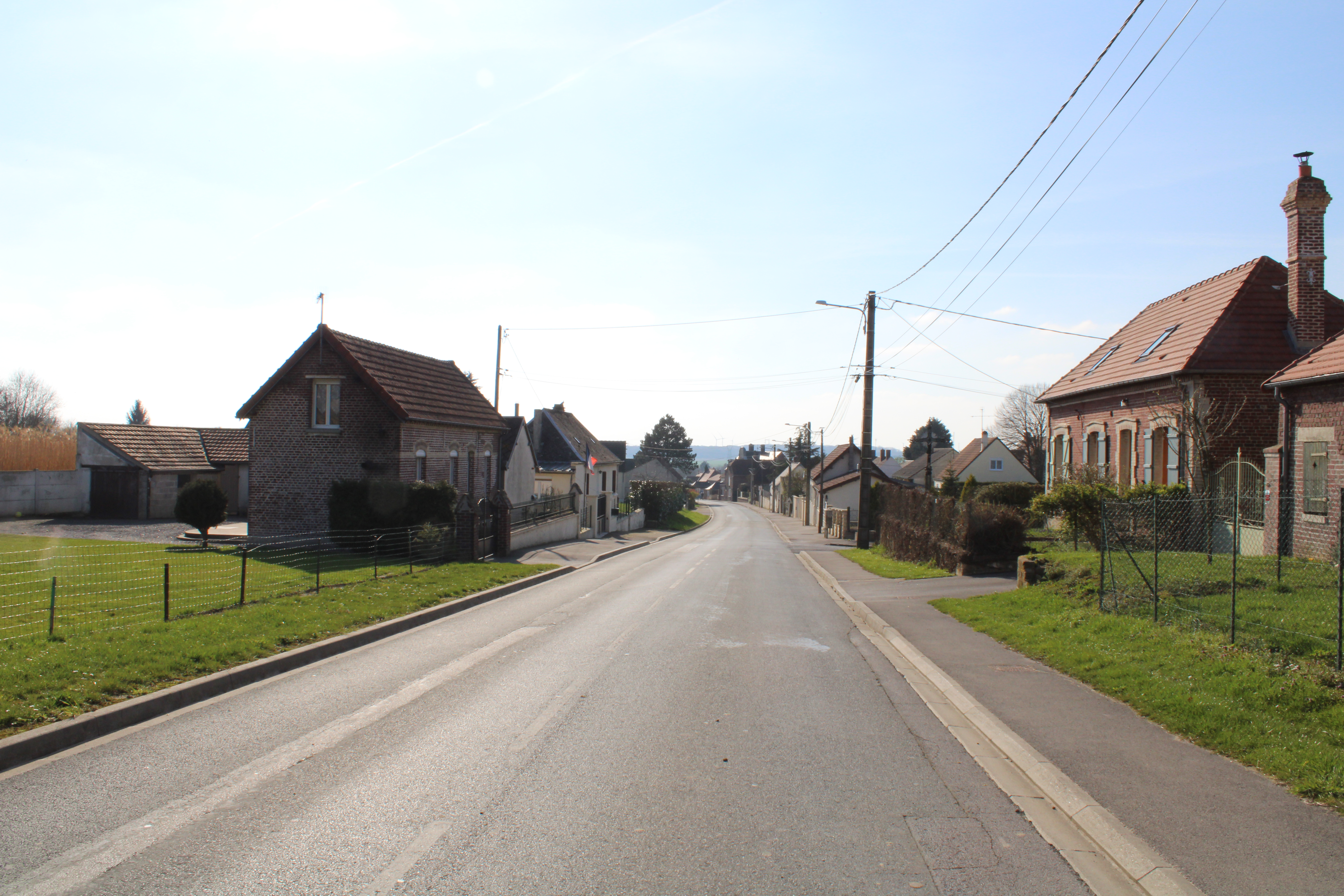
La rue principale.

Frétoy-le-Château est un petit village du Noyonnais située dans le nord-est de l'Oise, limitrophe du département de la Somme, à 9 km à vol d'oiseau au nord de Noyon, 30 km au nord-ouest de Compiègne, 15 km de Roye — où l'autoroute A1 (France métropolitaine) est accessible — et à 31 km au sud-ouest de Saint-Quentin.
Il est aisément accessible depuis les anciennes routes nationales RN 32 et RN 334 (actuelles RD 932 et 934.
Aujourd'hui peu peuplé, ce village a connu  des heures plus glorieuses,  mais il semble connaître un gain d'attractivité grâce au terrain de parachutisme. Installé sur le flanc d'une petite colline, les habitants jouissent d'une situation qui leur permet de voir un beau paysage à l'horizon. Des paysages agricoles qui changent au cours de l'année. Un petit bois longe le côté nord de la commune ce qui renforce cette impression de communion avec la nature.
En 1850, Louis Graves décrivait la commune comme constituée « en grande partie couvert de bois; deux longues rues sablonneuses forment le chef-lieu ».

### Hydrographie

#### Réseau hydrographique
La commune est traversée par la ligne de partage des eaux entre les bassins hydrographiques Artois-Picardie et Seine-Normandie. Elle est drainée par le canal du Nord.

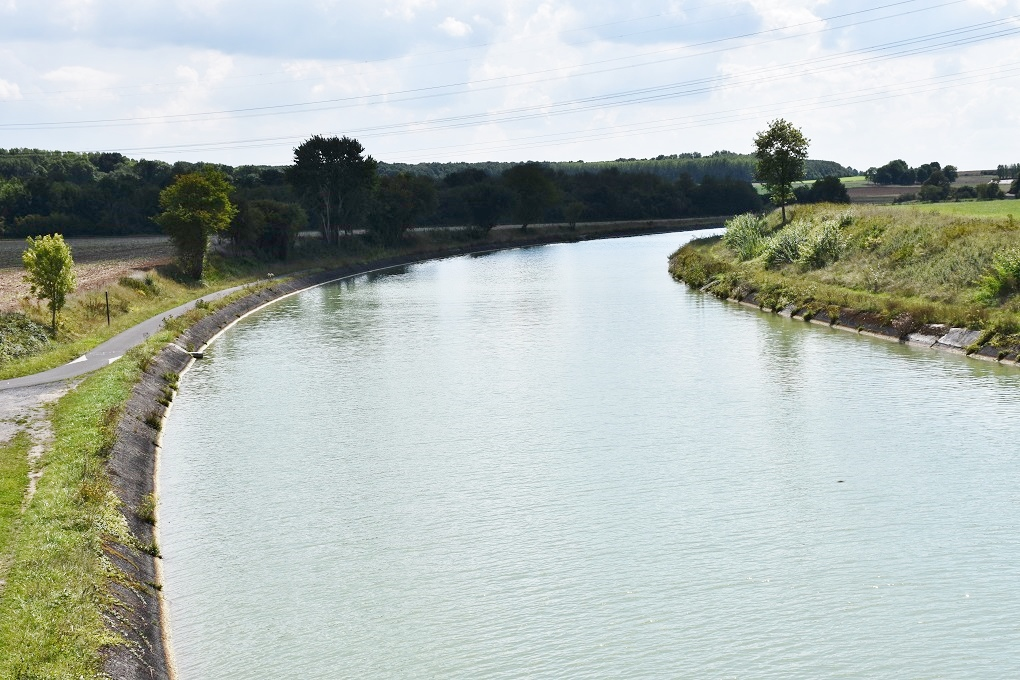
Le canal du nord à Frétoy-le-Château
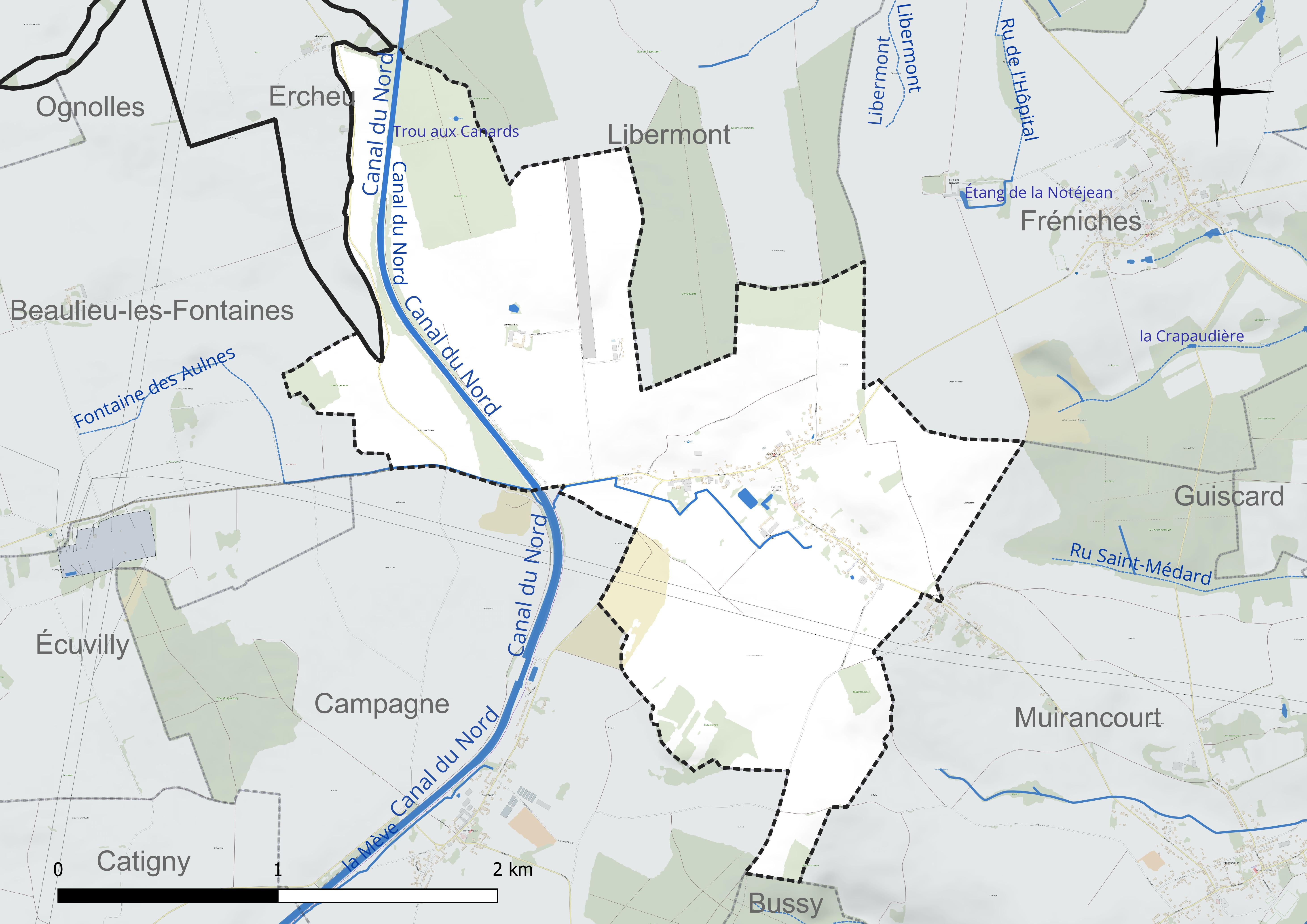
Réseau hydrographique de Frétoy-le-Château.

Un plan d'eau complète le réseau hydrographique : Trou aux Canards (0 ha),.

#### Gestion et qualité des eaux
Le territoire communal est couvert par le schéma d'aménagement et de gestion des eaux (SAGE) « Sensée ». Ce document de planification concerne un territoire de 1 798 km2 de superficie, délimité par le bassin versant de la Haute Somme est constitué d'un réseau hydrographique complexe de cours d'eau, de marais, d'étangs et de canaux. Le périmètre a été arrêté le 21 avril 2006 et le SAGE proprement dit a été approuvé le 15 juin 2017. La structure porteuse de l'élaboration et de la mise en œuvre est le syndicat mixte d'aménagement hydraulique du bassin versant de la Somme (AMEVA).
La qualité des cours d'eau peut être consultée sur un site dédié géré par les agences de l'eau et l'Agence française pour la biodiversité.

### Climat
Pour des articles plus généraux, voir Climat des Hauts-de-France et Climat de l'Oise.
En 2010, le climat de la commune est de type climat océanique dégradé des plaines du Centre et du Nord, selon une étude du CNRS s'appuyant sur une série de données couvrant la période 1971-2000. En 2020, Météo-France publie une typologie des climats de la France métropolitaine dans laquelle la commune est exposée à un climat océanique et est dans la région climatique Nord-est du bassin Parisien, caractérisée par un ensoleillement médiocre, une pluviométrie moyenne régulièrement répartie au cours de l'année et un hiver froid (3 °C).
Pour la période 1971-2000, la température annuelle moyenne est de 10,4 °C, avec une amplitude thermique annuelle de 14,7 °C. Le cumul annuel moyen de précipitations est de 726 mm, avec 11,1 jours de précipitations en janvier et 9 jours en juillet. Pour la période 1991-2020, la température moyenne annuelle observée sur la station météorologique la plus proche, située sur la commune de Chauny à 18 km à vol d'oiseau, est de 11,1 °C et le cumul annuel moyen de précipitations est de 709,9 mm,. Pour l'avenir, les paramètres climatiques de la commune estimés pour 2050 selon différents scénarios d'émission de gaz à effet de serre sont consultables sur un site dédié publié par Météo-France en novembre 2022.

## Urbanisme

### Typologie
Au 1er janvier 2024, Frétoy-le-Château est catégorisée commune rurale à habitat dispersé, selon la nouvelle grille communale de densité à sept niveaux définie par l'Insee en 2022.
Elle est située hors unité urbaine. Par ailleurs la commune fait partie de l'aire d'attraction de Noyon, dont elle est une commune de la couronne,. Cette aire, qui regroupe 38 communes, est catégorisée dans les aires de moins de 50 000 habitants,.

### Occupation des sols
L'occupation des sols de la commune, telle qu'elle ressort de la base de données européenne d'occupation biophysique des sols Corine Land Cover (CLC), est marquée par l'importance des territoires agricoles (84,3 % en 2018), une proportion identique à celle de 1990 (84,3 %). La répartition détaillée en 2018 est la suivante : 
terres arables (75,3 %), forêts (9,6 %), zones agricoles hétérogènes (9 %), zones urbanisées (6,1 %). L'évolution de l'occupation des sols de la commune et de ses infrastructures peut être observée sur les différentes représentations cartographiques du territoire : la carte de Cassini (XVIIIe siècle), la carte d'état-major (1820-1866) et les cartes ou photos aériennes de l'IGN pour la période actuelle (1950 à aujourd'hui).

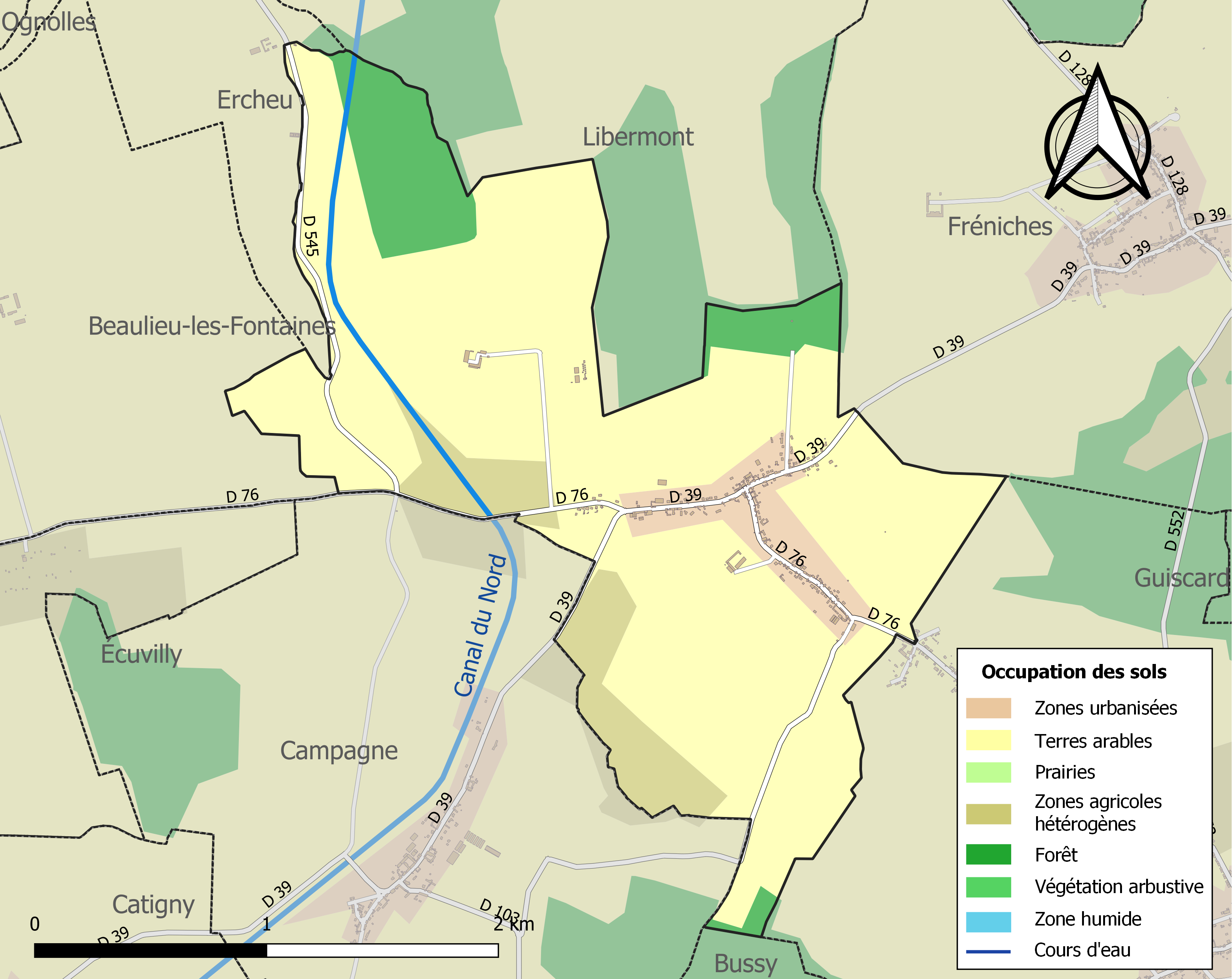
Carte des infrastructures et de l'occupation des sols de la commune en 2018 (CLC).

### Habitat et logement
En 2019, le nombre total de logements dans la commune était de 111, alors qu'il était de 113 en 2014 et de 97 en 2009.
Parmi ces logements, 90,7 % étaient des résidences principales, 5,2 % des résidences secondaires et 4,1 % des logements vacants. Ces logements étaient pour 100 % d'entre eux des maisons individuelles et pour 0 % des appartements.
Le tableau ci-dessous présente la typologie des logements à Frétoy-le-Château en 2019 en comparaison avec celle de l'Oise et de la France entière. Une caractéristique marquante du parc de logements est ainsi une proportion de résidences secondaires et logements occasionnels (5,2 %) supérieure à celle du département (2,4 %) mais inférieure à celle de la France entière (9,7 %). Concernant le statut d'occupation de ces logements, 89,2 % des habitants de la commune sont propriétaires de leur logement (90,8 % en 2014), contre 61,4 % pour l'Oise et 57,5 pour la France entière.
| Typologie                                               | Frétoy-le-Château | Oise | France entière |
| ------------------------------------------------------- | ----------------- | ---- | -------------- |
| Résidences principales (en %)                           | 90,7              | 90,4 | 82,1           |
| Résidences secondaires et logements occasionnels (en %) | 5,2               | 2,4  | 9,7            |
| Logements vacants (en %)                                | 4,1               | 7,1  | 8,2            |

### Voies de communication et transports
La commune est desservie, en 2023, par les lignes 676 et 6308 du réseau interurbain de l'Oise.

## Toponymie
La localité a été désignée sous les noms de Frétoy, Frestois, Frestoi, Frétoy, le Frétoy.
Peut-être de l'oïl frette « virole de fer » et du suffixe collectif -oy (latin -etum), « ensemble de frettes (concentriques) » pour décrire la forme du village.
 
Autre hypothèse, Frétoy serait issu de freta ou frecta, qui avait le double sens de terre inculte et de haie, ou le fossé (au sens de fortification sommaire), le retranchement, du latin fracta.
La commune, instituée par la Révolution française sous le nom de Fretoy, prend ensuite le nom de Frétoy et ensuite, en 1863, celui actuel de Frétoy-le-Château.
 
L'édification d'un château fort est à l'origine du village de Frétoy.

## Histoire
L'histoire de ce petit village commence avec l'édification d'un château fort par un puissant seigneur sur un domaine baptisé "le Frestoy" ou aussi "le Frétoy", un domaine partagé en deux parties, la partie nord nommée "la zone de la forêt", et celle au sud, "la zone du village". Ce village est habité par les paysans qui travaillent pour le seigneur.
Au XIe siècle, un puissant seigneur construit ce qui seront plus tard les bases, les fondations de tous les édifices fortifiés à Frétoy-le-Château, chaque édifice étant reconstruit sur les ruines du précédent. Ces fondations vont être renforcées au fur et à mesure du temps et des guerres. Elles sont toujours présentes aujourd'hui, contrairement au château en lui-même.
Au départ, le château avait pour vocation la guerre ; mais comme la plupart des châteaux forts au moment de la Renaissance, il fut transformé en lieu de résidence. On ajouta aux douves un bassin pour la décoration, ce qui devait donner une ambiance comme on aurait pu en avoir à Versailles.
Sous l'Ancien Régime, la terre de Frestoy avait le titre de marquisat..

### Époque contemporaine
En 1850, Frétoy-le-Château disposait d'une fontaine distribuant de l'eau potable et d'un terrain pour les archers. La population vivait du bûcheronnage, de la production de fruits ou de la fabrication de sabots

#### Première Guerre mondiale
Durant la Première Guerre mondiale, la Frétoy-le-Château est occupée par l'armée allemande dès le août 1914 jusqu'au 18 mars 1917, lors du repli allemand de l'opération Alberich. Pendant cette période, les hommes en âge de se battre sont emprisonnés et déportés par les occupants et le village est totalement rasé par les Allemands appliquant la stratégie de la terre brûlée. Le château avait servi de quartier général à  la première division de la Garde du prince Eitel-Frédéric de Prusse.
Un camp d'aviation militaire, sans doute l'ancêtre du terrain de parachutisme actuel, y est aménagé.

Le camp d'aviation en février 1917
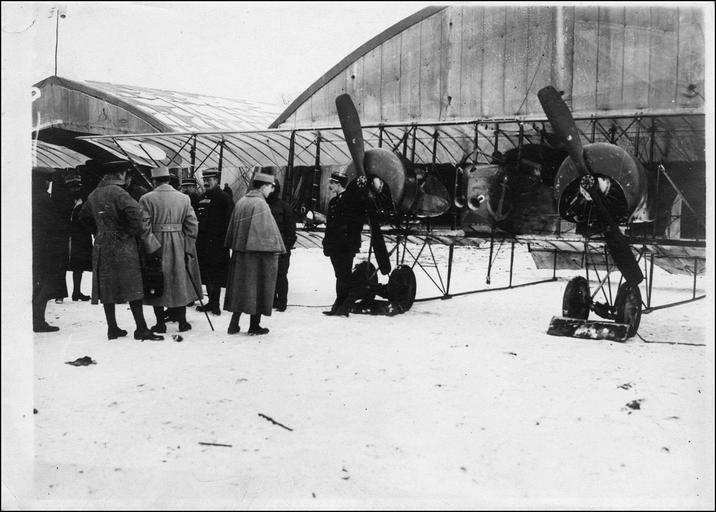
Mission anglaise visitant l'escadrille Caudron
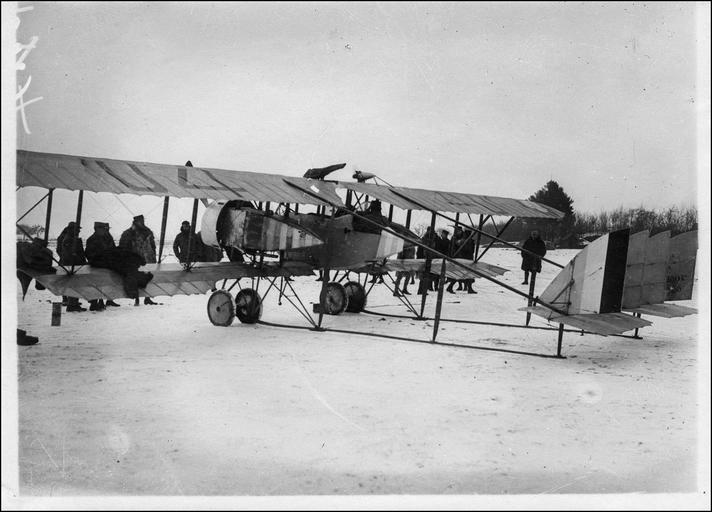
Avion Caudron.
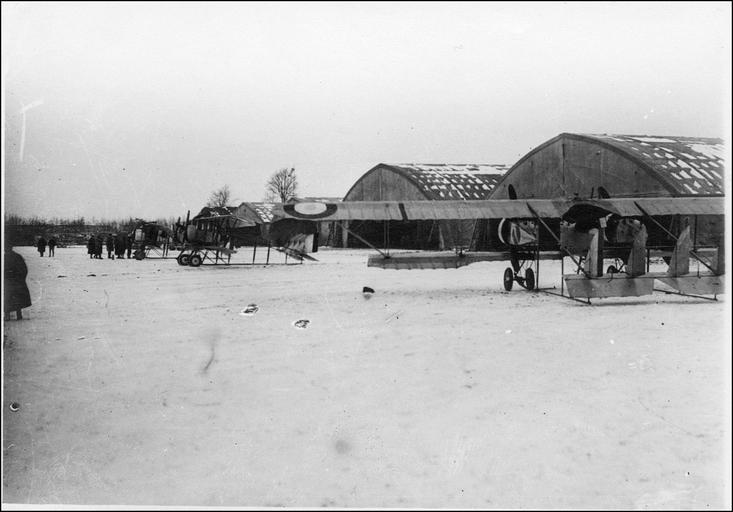
Les hangars.
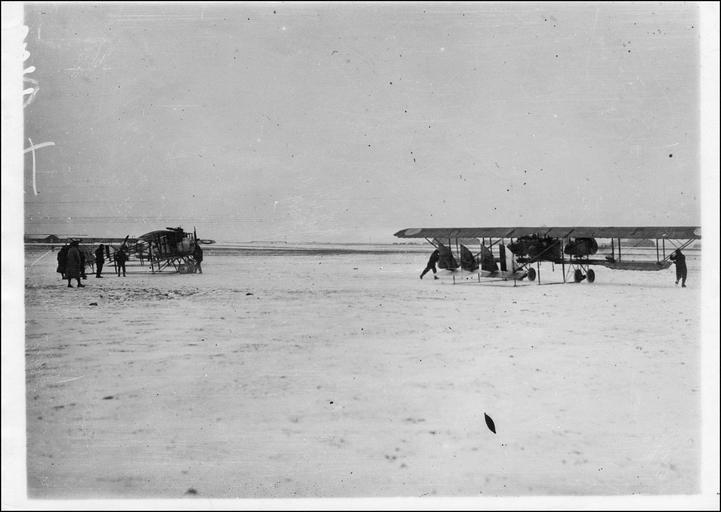
Visite de la Mission anglaise : départ d'un Caudron à droite

Après s'être retrouvée  zone avancée sous contrôle militaire français strict, la commune est à nouveau occupée par les Allemands de juin 1918 jusqu'à sa libération, le 28 août 1918. Le village est considéré comme détruit à la fin de la guerre et a  été décoré de la Croix de guerre 1914-1918, le 15 février 1921.

## Politique et administration

### Rattachements administratifs et électoraux

#### Rattachements administratifs
La commune se trouve dans l'arrondissement de Compiègne du département de l'Oise.
Après avoir été fugacement chef-lieu de canton en 1801,elle faisait partie depuis 1802 du canton de Guiscard. Dans le cadre du redécoupage cantonal de 2014 en France, cette circonscription administrative territoriale a disparu, et le canton n'est plus qu'une circonscription électorale.

#### Rattachements électoraux
Pour les élections départementales, la commune fait partie depuis 2014 du canton de Noyon
Pour l'élection des députés, elle fait partie de la sixième circonscription de l'Oise.

### Intercommunalité
Frétoy-le-Château est membre de la communauté de communes du Pays Noyonnais, un établissement public de coopération intercommunale (EPCI) à fiscalité propre créé en 1994 et auquel la commune a transféré un certain nombre de ses compétences, dans les conditions déterminées par le code général des collectivités territoriales.

### Liste des maires
| Période                                  | Période                        | Identité             | Étiquette | Qualité                                                                      |
| ---------------------------------------- | ------------------------------ | -------------------- | --------- | ---------------------------------------------------------------------------- |
| Les données manquantes sont à compléter. |                                |                      |           |                                                                              |
| avant 1962                               |                                | Roger Van Moorleghem |           | Maire de la commune pendant 35 ans Mort en fonction                          |
| Les données manquantes sont à compléter. |                                |                      |           |                                                                              |
| mars 2001                                | mars 2008                      | Gérard Gurdebeke     |           | Chef d'entreprise (Gurdebeke SA)                                             |
| mars 2008                                | mai 2020                       | Andrée Berton        |           | Retraitée Suppléante du conseiller général (PS) Gérard Lecomte (2011 → 2015) |
| mai 2020                                 | En cours (au 16 décembre 2022) | Jean-Pierre Boileau  |           | Retraité                                                                     |

## Équipements et services publics
- Salle polyvalente Roger Van Moorleghem, un ancien maire.

## Population et société

### Démographie

#### Évolution démographique
L'évolution du nombre d'habitants est connue à travers les recensements de la population effectués dans la commune depuis 1793. Pour les communes de moins de 10 000 habitants, une enquête de recensement portant sur toute la population est réalisée tous les cinq ans, les populations de référence des années intermédiaires étant quant à elles estimées par interpolation ou extrapolation. Pour la commune, le premier recensement exhaustif entrant dans le cadre du nouveau dispositif a été réalisé en 2005.

En 2022, la commune comptait 264 habitants, en évolution de +2,72 % par rapport à 2016 (Oise : +0,87 %, France hors Mayotte : +2,11 %).
| 1793 | 1800 | 1806 | 1821 | 1831 | 1836 | 1841 | 1846 | 1851 |
| ---- | ---- | ---- | ---- | ---- | ---- | ---- | ---- | ---- |
| 402  | 406  | 463  | 390  | 398  | 403  | 391  | 373  | 384  |

| 1856 | 1861 | 1866 | 1872 | 1876 | 1881 | 1886 | 1891 | 1896 |
| ---- | ---- | ---- | ---- | ---- | ---- | ---- | ---- | ---- |
| 358  | 364  | 340  | 322  | 315  | 275  | 254  | 260  | 220  |

| 1901 | 1906 | 1911 | 1921 | 1926 | 1931 | 1936 | 1946 | 1954 |
| ---- | ---- | ---- | ---- | ---- | ---- | ---- | ---- | ---- |
| 207  | 204  | 317  | 156  | 178  | 182  | 172  | 180  | 153  |

| 1962 | 1968 | 1975 | 1982 | 1990 | 1999 | 2005 | 2006 | 2010 |
| ---- | ---- | ---- | ---- | ---- | ---- | ---- | ---- | ---- |
| 153  | 170  | 167  | 201  | 209  | 193  | 205  | 202  | 262  |

| 2015 | 2020 | 2022 | - | - | - | - | - | - |
| ---- | ---- | ---- | - | - | - | - | - | - |
| 256  | 264  | 264  | - | - | - | - | - | - |

#### Pyramide des âges
La population de la commune est relativement jeune.
En 2018, le taux de personnes d'un âge inférieur à 30 ans s'élève à 37,5 %, soit au-dessus de la moyenne départementale (37,3 %). À l'inverse, le taux de personnes d'âge supérieur à 60 ans est de 28,8 % la même année, alors qu'il est de 22,8 % au niveau départemental.
En 2018, la commune comptait 130 hommes pour 129 femmes, soit un taux de 50,19 % d'hommes, légèrement supérieur au taux départemental (48,89 %).
Les pyramides des âges de la commune et du département s'établissent comme suit.
| Hommes | Classe d’âge | Femmes |
| ------ | ------------ | ------ |
| 0,0    | 90 ou +      | 0,8    |
| 8,3    | 75-89 ans    | 6,1    |
| 20,3   | 60-74 ans    | 22,1   |
| 16,5   | 45-59 ans    | 13,7   |
| 18,0   | 30-44 ans    | 19,1   |
| 15,8   | 15-29 ans    | 22,1   |
| 21,1   | 0-14 ans     | 16,0   |

| Hommes | Classe d’âge | Femmes |
| ------ | ------------ | ------ |
| 0,5    | 90 ou +      | 1,4    |
| 5,5    | 75-89 ans    | 7,6    |
| 15,6   | 60-74 ans    | 16,3   |
| 20,8   | 45-59 ans    | 20     |
| 19,4   | 30-44 ans    | 19,4   |
| 17,6   | 15-29 ans    | 16,2   |
| 20,6   | 0-14 ans     | 19,1   |

### Sports et loisirs
Après le championnat de Picardie de parachutisme en 2017, le championnat de France des disciplines artistiques de parachute est organisé à Frétoy-le-Château les 30 et 31 juillet 2021 à l'aéroclub club Skydive Frétoy.

## Culture locale et patrimoine

### Lieux et monuments
- Église paroissiale Notre-Dame, dont la façade date du XVIIIe siècle. Le chœur, en grès et pierre, est datable de la fin du XVIe siècle, mais les contreforts et sa partie supérieure, refaits en briques, est plus récente. Ses larges fenêtres en plein cintre en briques ont été réalisées au plus tôt au XVIIe siècle. Le nef, datant probablement du XVIe siècle est relié à l'unique bas-côté par trois arcades brisées.
Le maître-autel en bois au riche décor sculpté est datable du XVIIe siècle[32]

- Terrain de parachutisme[33], où plus de 16 700 sauts ont été réalisés en 2018[34].
- Ancien château (totalement disparu aujourd'hui).
- Le sentier de grande randonnée de pays (GRP) Le tour du Noyonnais passe en limite sud du territoire communal.

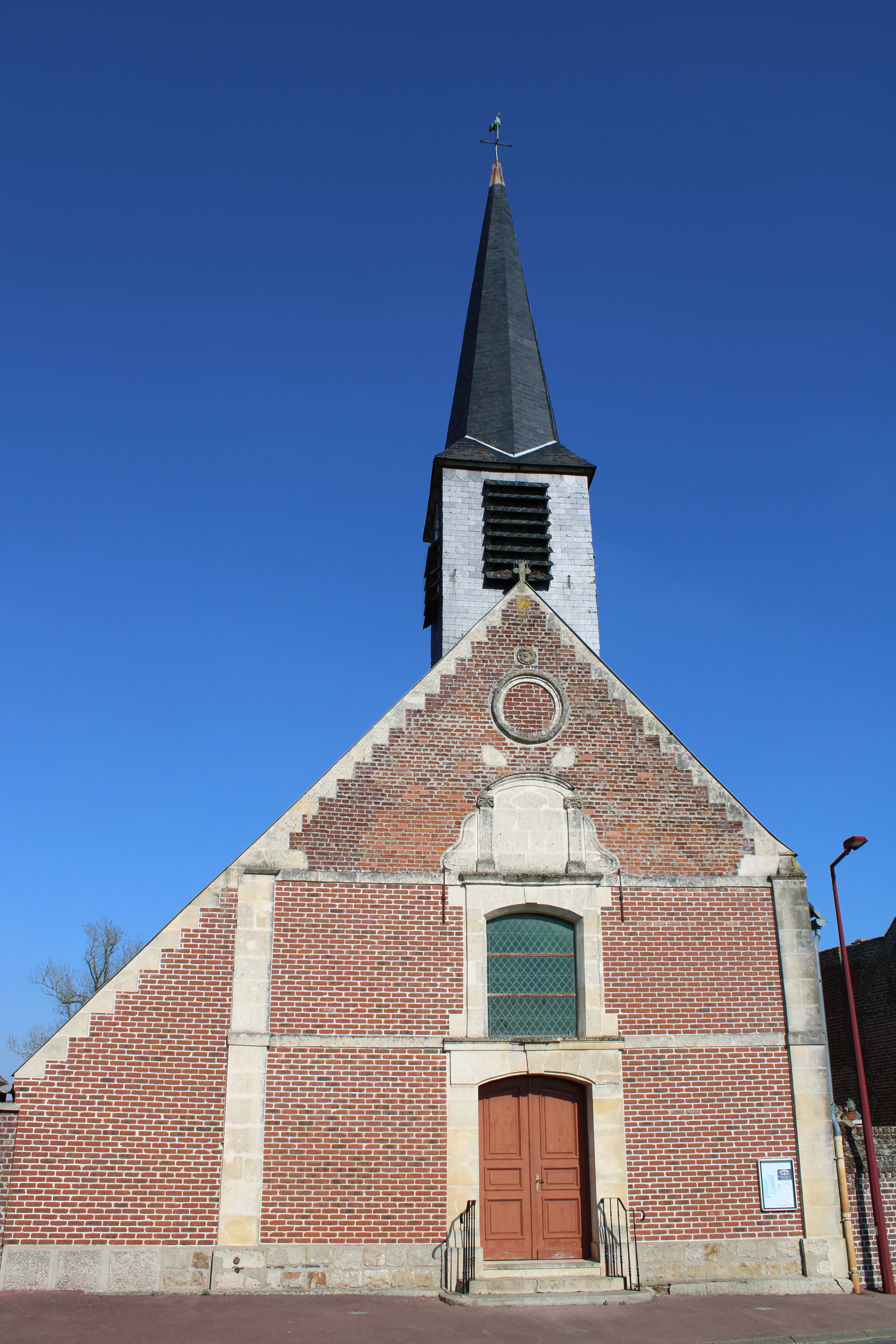
L'église de Frétoy-le-Château.
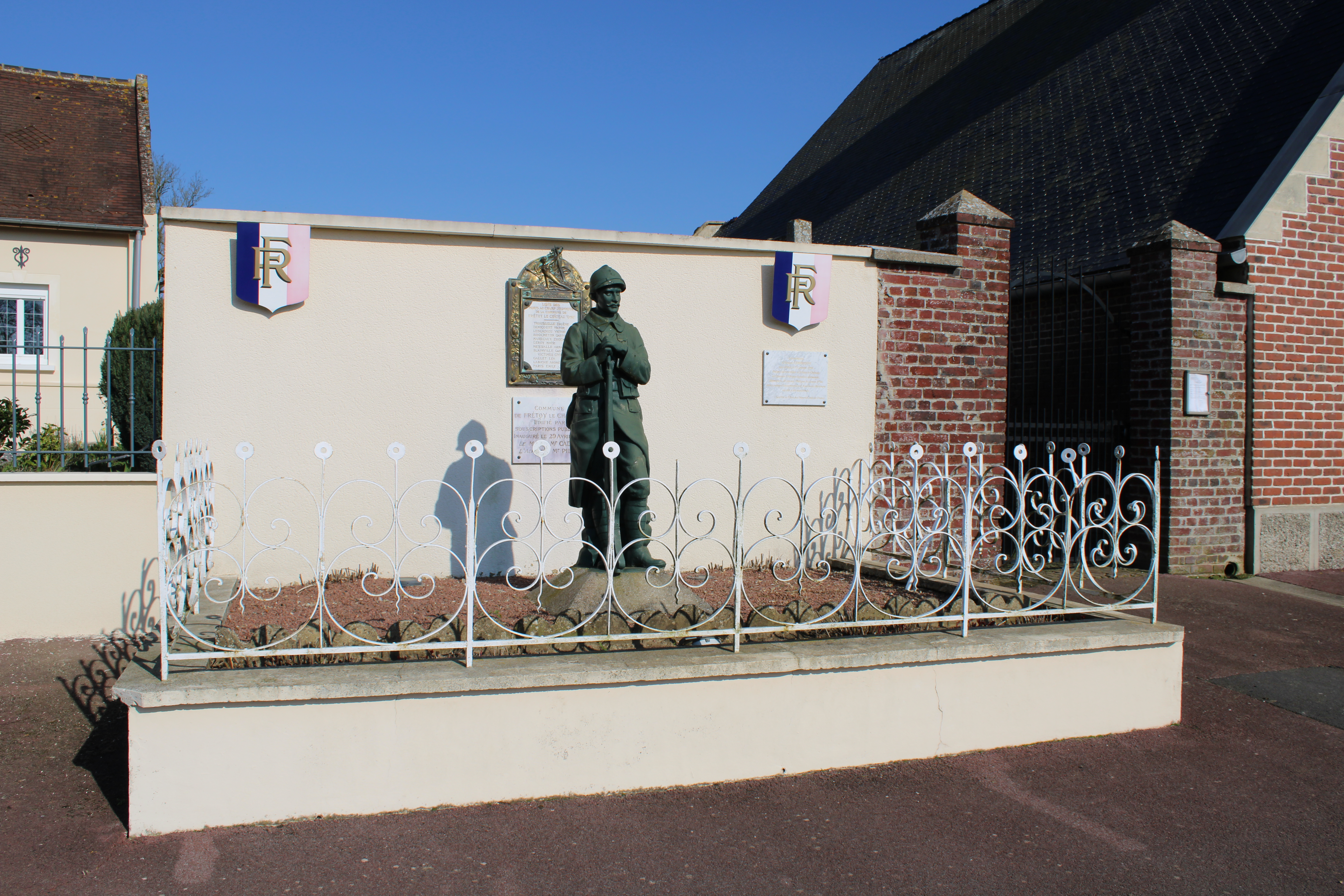
Le monument aux morts...
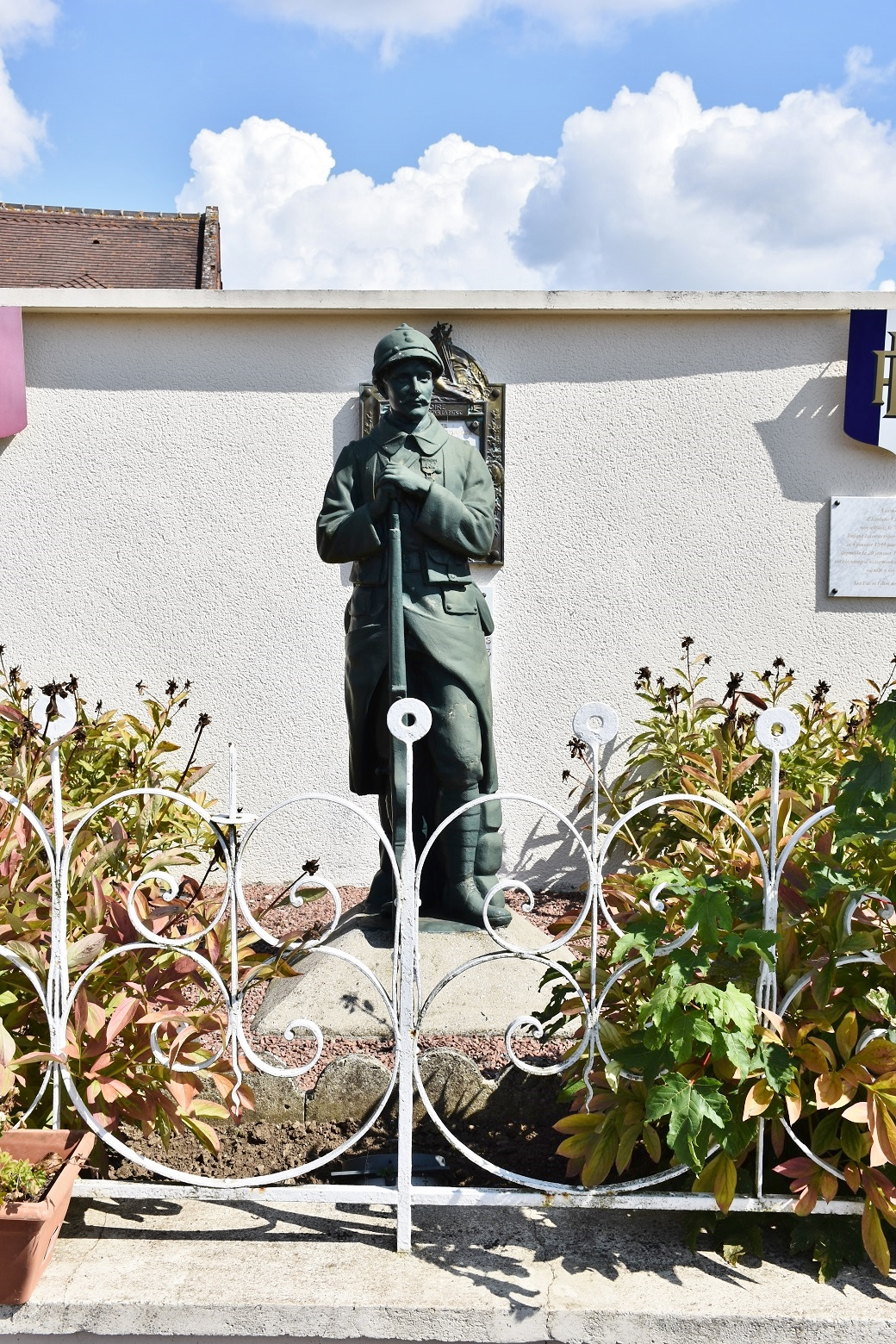
... et son Poilu